# Coupe du monde de snowboard 2007-2008
Navigation
Édition précédente Édition suivante
La coupe du monde de snowboard 2008 a débuté le 1er septembre 2007 par des épreuves de half-pipe organisée en Nouvelle-Zélande et s'est terminée le 16 mars 2008 à Valmalenco (Italie). L'Autrichien Benjamin Karl et la Néerlandaise Nicolien Sauerbreij inscrivent chacun pour la première fois leur nom au palmarès de la coupe du monde en remportant le gros Globe de cristal.

## Calendrier et podiums
Épreuves
| - Big air : BA - Half-pipe : HP - Slalom géant parallèle : PGS | - Slalom parallèle : PSL - Snowboardcross : SBX |  |

### Femmes
| Date       | Lieu            | Épreuve | Vainqueur              | Second                | Troisième             |
| ---------- | --------------- | ------- | ---------------------- | --------------------- | --------------------- |
| 01/09/2007 | Cardrona        | HP      | Manuela Pesko          | Lindsey Jacobellis    | Clair Bidez           |
| 26/09/2007 | Valle Nevado    | SBX     | Lindsey Jacobellis     | Maëlle Ricker         | Doresia Krings        |
| 29/09/2007 | Valle Nevado    | SBX     | Maëlle Ricker          | Mellie Francon        | Dominique Maltais     |
| 12/10/2007 | Landgraaf       | PSL     | Amelie Kober           | Heidi Neururer        | Nicolien Sauerbreij   |
| 21/10/2007 | Sölden          | PGS     | Marion Kreiner         | Heidi Neururer        | Nicolien Sauerbreij   |
| 02/11/2007 | Saas Fee        | HP      | Kjersti Buaas          | Xu Chen               | Manuela Pesko         |
| 08/12/2007 | Limone Piemonte | PGS     | Heidi Neururer         | Ekaterina Tudegesheva | Carmen Ranigler       |
| 16/12/2007 | Nendaz          | PSL     | Julia Dujmovits        | Heidi Neururer        | Nicolien Sauerbreij   |
| 09/01/2008 | Bad Gastein     | PSL     | Nicolien Sauerbreij    | Anke Karstens         | Doris Günther         |
| 13/01/2008 | Bad Gastein     | SBX     | Lindsey Jacobellis     | Mellie Francon        | Tanja Frieden         |
| 19/01/2008 | La Molina       | PGS     | Nicolien Sauerbreij    | Claudia Riegler       | Marion Kreiner        |
| 20/01/2008 | La Molina       | PSL     | Heidi Neururer         | Nicolien Sauerbreij   | Claudia Riegler       |
| 27/01/2008 | Bardonèche      | HP      | Anne-Sophie Pellissier | Queralt Castellet     | Sophie Rodriguez      |
| 01/02/2008 | Leysin          | SBX     | Helene Olafsen         | Diane Thermoz-Liaudyn | Tanja Frieden         |
| 15/02/2008 | Sungwoo         | SBX     | Maëlle Ricker          | Lindsey Jacobellis    | Mellie Francon        |
| 16/02/2008 | Sungwoo         | HP      | Liu Jiayu              | Sōko Yamaoka          | Lindsey Jacobellis    |
| 17/02/2008 | Sungwoo         | PGS     | Doris Günther          | Nicolien Sauerbreij   | Svetlana Boldykova    |
| 22/02/2008 | Gujo            | SBX     | Maëlle Ricker          | Zoe Gillings          | Mellie Francon        |
| 23/02/2008 | Gujo            | HP      | Sun Zhifeng            | Sōko Yamaoka          | Manuela Pesko         |
| 24/02/2008 | Gujo            | PGS     | Nicolien Sauerbreij    | Julia Dujmovits       | Ekaterina Tudegesheva |
| 29/02/2008 | Calgary         | HP      | Liu Jiayu              | Xu Chen               | Sophie Rodriguez      |
| 01/03/2008 | Lake Placid     | SBX     | Lindsey Jacobellis     | Maëlle Ricker         | Dominique Maltais     |
| 03/03/2008 | Lake Placid     | PGS     | Svetlana Boldykova     | Fränzi Mägert-Kohli   | Heidi Neururer        |
| 07/03/2008 | Stoneham        | SBX     | Lindsey Jacobellis     | Maëlle Ricker         | Mellie Francon        |
| 08/03/2008 | Stoneham        | PGS     | Nicolien Sauerbreij    | Ekaterina Tudegesheva | Doris Günther         |
| 09/03/2008 | Stoneham        | HP      | Manuela Pesko          | Sarah Conrad          | Queralt Castellet     |
| 13/03/2008 | Valmalenco      | SBX     | Sandra Frei            | Alexandra Jekova      | Dominique Maltais     |
| 15/03/2008 | Valmalenco      | PGS     | Anke Karstens          | Michelle Gorgone      | Claudia Riegler       |
| 16/03/2008 | Valmalenco      | HP      | Manuela Pesko          | Queralt Castellet     | Sun Zhifeng           |

### Hommes
| Date       | Lieu            | Épreuve | Vainqueur           | Second               | Troisième           |
| ---------- | --------------- | ------- | ------------------- | -------------------- | ------------------- |
| 01/09/2007 | Cardrona        | HP      | Ryoh Aono           | Iouri Podladtchikov  | Rolf Feldmann       |
| 26/09/2007 | Valle Nevado    | SBX     | Stian Sivertzen     | Robert Fagan         | Drew Neilson        |
| 29/09/2007 | Valle Nevado    | SBX     | Pierre Vaultier     | Stian Sivertzen      | Xavier de Le Rue    |
| 07/10/2007 | Rotterdam       | BA      | Peetu Piiroinen     | Stefan Gimpl         | Antti Autti         |
| 12/10/2007 | Landgraaf       | PSL     | Mathieu Bozzetto    | Siegfried Grabner    | Marc Iselin         |
| 20/10/2007 | Sölden          | PGS     | Rok Flander         | Daniel Biveson       | Adam Smith          |
| 02/11/2007 | Saas Fee        | HP      | Iouri Podladtchikov | Janne Korpi          | Christian Haller    |
| 17/11/2007 | Stockholm       | BA      | Janne Korpi         | Risto Mattila        | Sami Saarenpää      |
| 08/12/2007 | Limone Piemonte | PGS     | Manuel Veith        | Daniel Biveson       | Matthew Morison     |
| 16/12/2007 | Nendaz          | PSL     | Mathieu Bozzetto    | Rok Flander          | Roland Haldi        |
| 22/12/2007 | Sofia           | BA      | Stefan Gimpl        | Janne Korpi          | Matevž Petek        |
| 05/01/2008 | Graz            | BA      | Stefan Gimpl        | Matti Kinnunen       | Petja Piiroinen     |
| 09/01/2008 | Bad Gastein     | PSL     | Mathieu Bozzetto    | Benjamin Karl        | Rok Marguc          |
| 13/01/2008 | Bad Gastein     | SBX     | Mario Fuchs         | Shaun Palmer         | Mateusz Ligocki     |
| 19/01/2008 | La Molina       | PGS     | Andreas Prommegger  | Anton Unterkofler    | Tyler Jewell        |
| 20/01/2008 | La Molina       | PSL     | Rok Flander         | Benjamin Karl        | Andreas Prommegger  |
| 27/01/2008 | Bardonèche      | HP      | Manuel Pietropoli   | Markus Malin         | Peetu Piiroinen     |
| 01/02/2008 | Leysin          | SBX     | Mario Fuchs         | David Speiser        | Lukas Grüner        |
| 09/02/2008 | Moscou          | BA      | Stefan Gimpl        | Roope Tonteri        | Sindre Iversen      |
| 15/02/2008 | Sungwoo         | SBX     | Pierre Vaultier     | Nate Holland         | Mateusz Ligocki     |
| 16/02/2008 | Sungwoo         | HP      | Ryoh Aono           | Gregory Bretz        | Iouri Podladtchikov |
| 17/02/2008 | Sungwoo         | PGS     | Benjamin Karl       | Roland Haldi         | Heinz Inniger       |
| 22/02/2008 | Gujo            | SBX     | Graham Watanabe     | Stian Sivertzen      | Alex Pullin         |
| 23/02/2008 | Gujo            | HP      | Kazuumi Fujita      | Jeff Batchelor       | Gregory Bretz       |
| 24/02/2008 | Gujo            | PGS     | Jasey-Jay Anderson  | Roland Fischnaller   | Matthew Morison     |
| 29/02/2008 | Calgary         | HP      | Brad Martin         | Jeff Batchelor       | Tore Holvik         |
| 01/03/2008 | Lake Placid     | SBX     | Nick Baumgartner    | Drew Neilson         | Tom Velisek         |
| 03/03/2008 | Lake Placid     | PGS     | Mathieu Bozzetto    | Tyler Jewell         | Benjamin Karl       |
| 07/03/2008 | Stoneham        | SBX     | Pierre Vaultier     | Paul-Henri de Le Rue | Vincent Valery      |
| 08/03/2008 | Stoneham        | PGS     | Benjamin Karl       | Andreas Prommegger   | Matthew Morison     |
| 09/03/2008 | Stoneham        | HP      | Gregory Bretz       | Brad Martin          | Nathan Johnstone    |
| 13/03/2008 | Valmalenco      | SBX     | Mateusz Ligocki     | Pierre Vaultier      | Vincent Valery      |
| 14/03/2008 | Valmalenco      | BA      | Kim-Rune Hansen     | Gjermund Braaten     | Stefan Gimpl        |
| 15/03/2008 | Valmalenco      | PGS     | Matthew Morison     | Roland Fischnaller   | Justin Reiter       |
| 16/03/2008 | Valmalenco      | HP      | Crispin Lipscomb    | Iouri Podladtchikov  | James Hamilton      |

## Classements généraux
| Rang | Nom                 | Pays       | Points |
| ---- | ------------------- | ---------- | ------ |
| 1    | Nicolien Sauerbreij | Pays-Bas   | 8260   |
| 2    | Lindsey Jacobellis  | États-Unis | 7420   |
| 3    | Heidi Neururer      | Autriche   | 6560   |
| 4    | Doris Günther       | Autriche   | 6650   |
| 5    | Maëlle Ricker       | Canada     | 6090   |

| Rang | Nom                | Pays     | Points |
| ---- | ------------------ | -------- | ------ |
| 1    | Benjamin Karl      | Autriche | 6290   |
| 2    | Mathieu Bozzetto   | France   | 6100   |
| 3    | Pierre Vaultier    | France   | 5180   |
| 4    | Andreas Prommegger | Autriche | 4960   |
| 5    | Stefan Gimpl       | Autriche | 4640   |

| Rang | Nom                 | Pays     | Points |
| ---- | ------------------- | -------- | ------ |
| 1    | Nicolien Sauerbreij | Pays-Bas | 8260   |
| 2    | Heidi Neururer      | Autriche | 6560   |
| 3    | Claudia Riegler     | Autriche | 4610   |
| 4    | Doris Günther       | Autriche | 4520   |
| 5    | Svetlana Boldykova  | Russie   | 4110   |

| Rang | Nom                | Pays     | Points |
| ---- | ------------------ | -------- | ------ |
| 1    | Benjamin Karl      | Autriche | 6290   |
| 2    | Mathieu Bozzetto   | France   | 6100   |
| 3    | Andreas Prommegger | Autriche | 4960   |
| 4    | Matthew Morison    | Canada   | 4490   |
| 5    | Rok Flander        | Slovénie | 3918   |

| Rang | Nom                | Pays       | Points |
| ---- | ------------------ | ---------- | ------ |
| 1    | Maëlle Ricker      | Canada     | 6090   |
| 2    | Lindsey Jacobellis | États-Unis | 5700   |
| 3    | Mellie Francon     | Suisse     | 4710   |
| 4    | Dominique Maltais  | Canada     | 3840   |
| 5    | Helene Olafsen     | Norvège    | 3570   |

| Rang | Nom             | Pays       | Points |
| ---- | --------------- | ---------- | ------ |
| 1    | Pierre Vaultier | France     | 5180   |
| 2    | Stian Sivertzen | Norvège    | 4180   |
| 3    | Mario Fuchs     | Autriche   | 3440   |
| 4    | Graham Watanabe | États-Unis | 2990   |
| 5    | Drew Neilson    | Canada     | 2728   |

| Rang | Nom               | Pays    | Points |
| ---- | ----------------- | ------- | ------ |
| 1    | Manuela Pesko     | Suisse  | 4700   |
| 2    | Liu Jiayu         | Chine   | 3950   |
| 3    | Queralt Castellet | Espagne | 2970   |
| 4    | Xu Chen           | Chine   | 2630   |
| 5    | Sun Zhifeng       | Chine   | 2570   |

| Rang | Nom                 | Pays       | Points |
| ---- | ------------------- | ---------- | ------ |
| 1    | Iouri Podladtchikov | Suisse     | 3700   |
| 2    | Gregory Bretz       | États-Unis | 2620   |
| 3    | Jeff Batchelor      | Canada     | 2250   |
| 4    | Sergio Berger       | Suisse     | 2170   |
| 5    | Brad Martin         | Canada     | 2040   |

|      | \| Rang \| Nom \| Pays \| Points \| \| ---- \| --------------- \| -------- \| ------ \| \| 1 \| Stefan Gimpl \| Autriche \| 4640 \| \| 2 \| Janne Korpi \| Finlande \| 2200 \| \| 3 \| Matevž Petek \| Slovénie \| 1980 \| \| 4 \| Petja Piiroinen \| Finlande \| 1402 \| \| 5 \| Kim-Rune Hansen \| Norvège \| 1399 \| |          |        |
| Rang | Nom | Pays     | Points |
| 1    | Stefan Gimpl | Autriche | 4640   |
| 2    | Janne Korpi | Finlande | 2200   |
| 3    | Matevž Petek | Slovénie | 1980   |
| 4    | Petja Piiroinen | Finlande | 1402   |
| 5    | Kim-Rune Hansen | Norvège  | 1399   |